# ホッケンハイムリンク
ホッケンハイムリンク（ドイツ語: Hockenheimring Baden-Württemberg）は、ドイツの南西部のバーデン＝ヴュルテンベルク州ライン＝ネッカー郡にあるサーキットである。F1ドイツGPが行われる。

## 概要
フランクフルトから車で南へ1時間、「黒い森」として知られる森林地帯に位置する。付近には古城街道など観光名所も多い。
1932年の開設当初は現在とは異なり反時計回りのコースで、ほぼ直線同士を繋いだ全長12kmのコースだった。現在の12コーナー～最終コーナー付近をスタートラインとし、後のオストカーブを直進し、現在の連邦道291号線からホッケンハイマー通りを経て後のクラークシケイン付近より現在のコースに戻り、更に現在の１コーナーを直進し、ホッケンハイムの市街地であるエルンスト＝ヴィルヘルム＝ザクス通りからハイデルベルガー通りを経て一周した。その後、1938年に街の反対側を曲線で繋いで後のオスト・カーブとなり、全長7.7kmのコースとなった。
しかし、1966年にアウトバーンがコース脇を通ることになったため、更にコースを短縮せざるを得なくなった。そこでジョン・フーゲンホルツがサーキットを再設計し、3つのロングストレートとスタジアムセクションを結んだコースとなり、時計回りのコースに変更された。
1968年に雨の中行われたフォーミュラ2のレース中、事故によってジム・クラークが死亡してしまう。安全性向上のため、2つの長いストレートにシケインが作られた。1つめのシケインはジム・クラークの名前を取り、クラークシケインと呼ばれ親しまれた。
その後、1980年のパトリック・デパイユの死亡事故を受けて、オストカーブ付近にも3つ目のシケインが作られた。その後は長きにわたって、森の中を走るストレートを3つのシケインで区切る形で構成する高速セクションと、曲がりくねった低速のスタジアムセクションの2つに分ける高速コースだった。しかし、1991年のエリック・コマスのクラッシュを受けてシケインが改修されるなど、小変更は何度か行われた。1980年代のオストシケインはただタイヤバリアで路面を区切っただけの急造シケインであり、タイヤバリアのタイヤが衝突の勢いでコース上に散らばる事がままあった。
なお、1993年WGPドイツグランプリでは、ロスマンズ・ホンダの伊藤真一がNSR500を駆り、200マイル毎時（約320km/h）を達成。「200マイルライダー」としてギネス記録となった。
下記のコースレイアウト図（2002年 4,574 km）で灰色部分のレイアウトはフォレストゾーンと呼ばれていた。コース両側が木々で囲まれているため、雨が降るとマシンが巻き上げる水飛沫が拡散しにくく、非常に視界が悪くなった。旧コースは1コーナーからすぐに右に曲がり、インフィールドの入り口にショートカットする2.6kmのショートコースも存在し、旧ドイツツーリングカー選手権などで使われていた。
2001年のドイツGP終了後、ヘルマン・ティルケの再設計による大改修が行われ、全長は6.823kmから4.574kmへ大幅に短縮された。森の中を時速360km以上で駆け抜けた超高速ロングストレートは姿を消し、よりタイトな中高速コースへと生まれ変わった。なお、現在の旧コースは、旧コース入り口の先からオストカーブまで舗装が剥がされ草が生い茂っており、切り開かれた森だけが、そこにかつての高速コースがあった名残を残している。
メインスタンドエリア（最終コーナー付近）にステージを設営し、コンサート会場として使われることもある。過去にはマイケル・ジャクソン（1988年・1997年）、ローリング・ストーンズ（1995年・2003年）、AC/DC（2001年、2009年、2015年）などが同地でライブを開催した。

## コースレイアウト
ホームストレートは旧コースのままで、現在の基準で見ると幅員が非常に狭く、右の1コーナーではスタート直後に多重接触事故が起こりやすい。2001年、スタートに失敗したミハエル・シューマッハにルチアーノ・ブルティが乗り上げ、宙を舞い上がった事故が有名である。
1コーナーから短いストレートの後、右に回り込んで左に切り返すシケインを通過。バックストレートは大きな弓状にカーブしており、幅員が広くオーバーテイクの仕掛けどころとなる。旧コースのセナシケイン跡地に作られた鋭角のヘアピンにも複数のラインがあり、ブレーキングで抜いても立ち上がりで抜き返されることがある。
短いストレートから右に曲がり新しく作られたインフィールドへ。ここにはメルセデス・ベンツの観客席が新設された。また短いストレートを抜けると、旧来から使われているスタジアムセクションに入る。ここからホームストレートにかけては、屋根付きの巨大な観客席に囲まれている。最初の右コーナー（旧アジップカーブ）では、1991年の2輪ドイツGPでケビン・シュワンツが驚異的なブレーキングを披露した。続いてザックスヘアピンを回り込み、路面にうねりのあるS字を抜ける。最後にアップダウンのある連続90度ターン（旧オペルカーブ）を抜けてホームストレートに戻る。
現在のF1ではモナコと並んで1周の時間が短く、73～74秒ほどで周回できる。以前よりもオーバーテイク・ポイントが増え、スピードと距離を大幅減少させたことによって、安全性も高まった。これを推奨する意見の一方で、かつての高速バトルを懐かしむ声も多い。

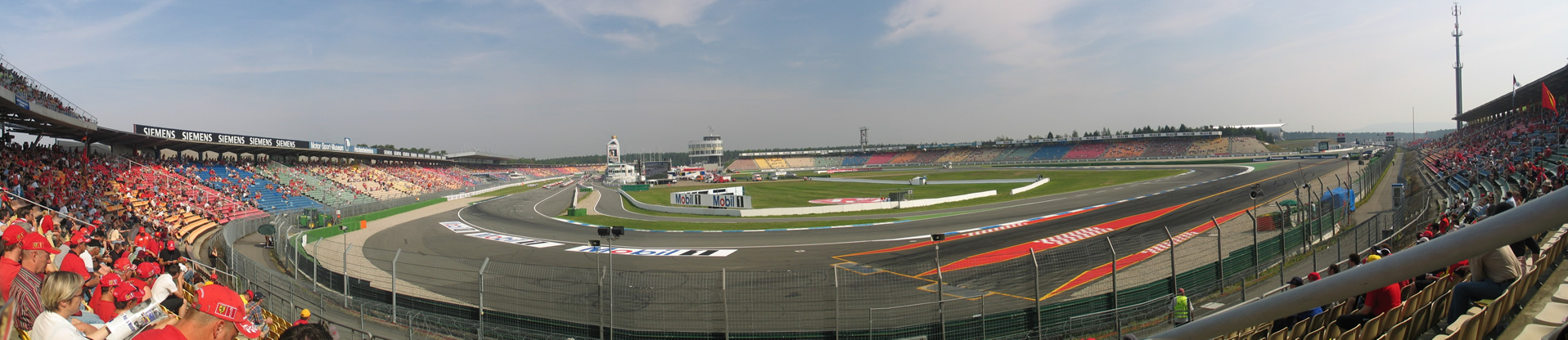
最終コーナー付近からみたホッケンハイム。左側にホームストレート、右側にはドラッグレース用のコースが見える。(2004年)

## レイアウト変更履歴

1932年 12.045km
1938年 7.725 km
1966年
1970年 6.789 km
1982年 6.797 km
1992年 6.815 km
2002年 4.574 km